# 馬庫斯·卡爾
馬庫斯·卡爾（德語：Markus Karl；1986年2月14日—）是一位德國足球運動員，在場上的位置是中場。他現在效力於德國足球乙級聯賽球隊凱澤斯勞滕足球俱樂部。